# Кларк, Чарльз Бэрон
Чарльз Бэрон Кларк (англ. Charles Baron Clarke; 17 июня 1832, Андовер, Гэмпшир — 25 августа 1906, Лондон) — английский ботаник. 

## Биография
Чарльз Бэрон Кларк родился в городе Эндовер. 
Он учился в Королевском колледже Лондона с 1846 по 1852 год, а затем в Тринити-колледже в Кембридже, где получил диплом бакалавра искусств. В 1882 году Чарльз Бэрон Кларк был избран членом Лондонского королевского общества. Он был президентом Лондонского Линнеевского общества с 1894 по 1896 год. Кларк работал в Королевских ботанических садах Кью до своей смерти в 1906 году.

## Научная деятельность
Чарльз Бэрон Кларк специализировался на папоротниковидных и на семенных растениях. 

## Научные работы
- A class-book of geography. Издание Macmillan and Co. 280 pp. (1878).
- Review of the ferns of Northern India (1879). Издание Taylor & Francis. 195 pp.
- Commelinacae (1881).
- Crytandraceea (1883).
- On the Indian species of Cyperus: with remarks on some others that specially illustrate the sub-divisions of the genus. Издание Лондонского Линнеевского общества. 202 pp. (1884).
- Philippine Acanthaceae.
- The Subsubareas of British India.
- Speculations From Political Economy. Издание Macmillan. 108 pp. (1886).
- A list of the flowering plants, ferns, and mosses collected in the immediate neighbourhood of Andover.
- New Philippine Acanthaceæ (1906).
- The Cyperaceae of Costa Rica.
- Illustrations of Cyperaceae. Издание Williams & Norgate. 292 pp.